# چشمه قدمگاه
چشمه قدمگاه چشمه‌ای واقع در سده (فارس) استان فارس است.

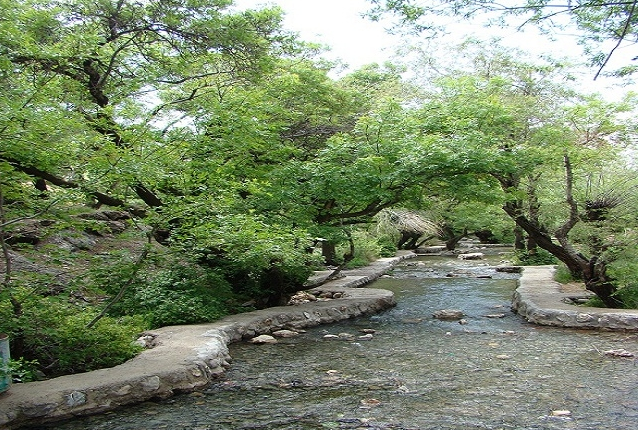
قدمگاه سده

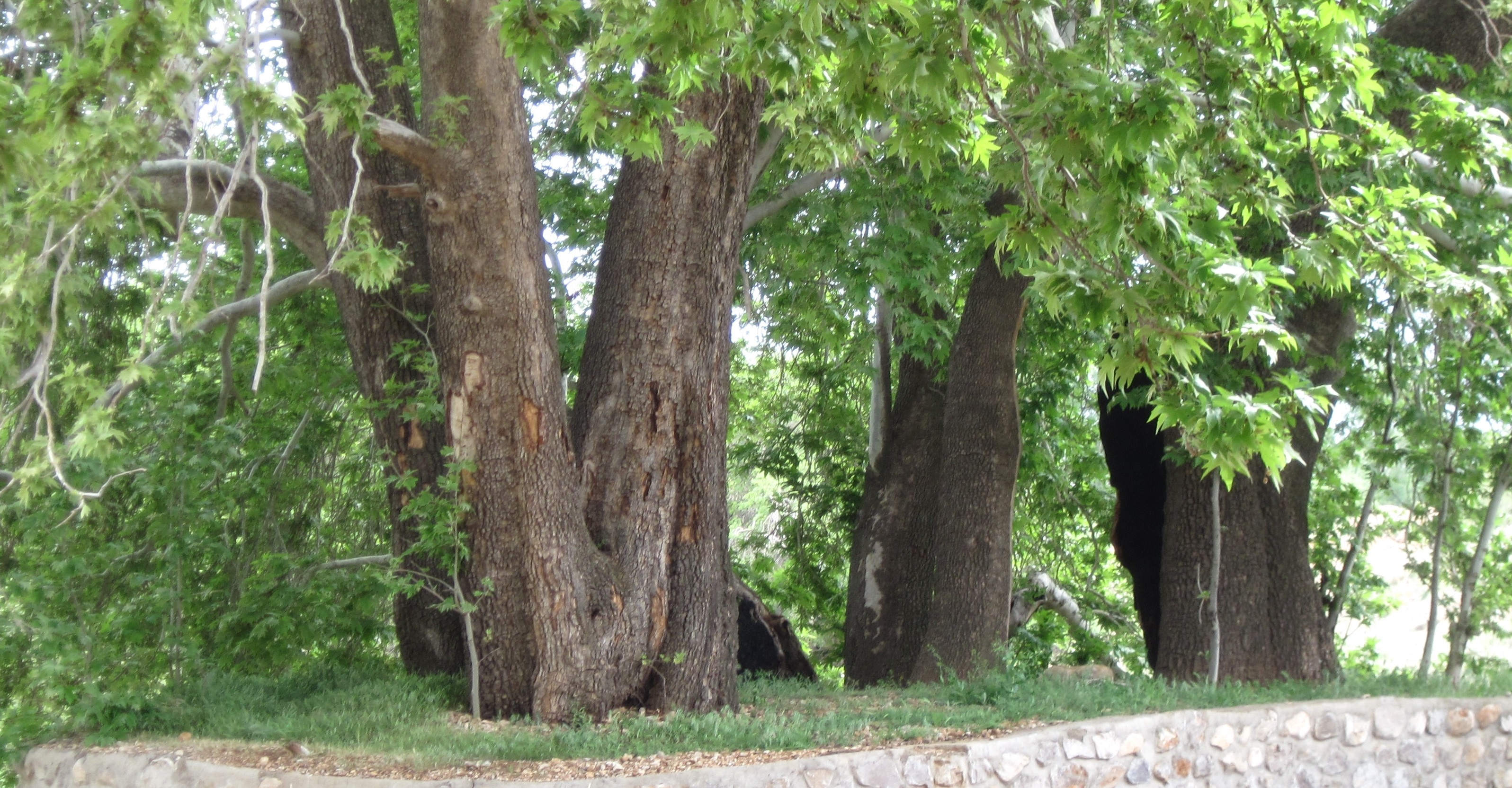
قدمگاه سده

## تفرجگاه قدمگاه سده
این چشمه در نزدیکی شهر سده در شهرستان اقلید و در محلی با پوشش گیاهی مناسب و محوطه‌ای سرسبز و درختکاری شده قرار دارد. موقعیت این چشمه برای ایجاد تأسیسات پذیرایی بین راهی بسیار مناسب است. در حال حاضر چشمه فوق پس از انباشت در یک حوضچه، بخشی از زمین‌های اطراف را آبیاری می‌کند.
در واقع سرچشمه اصلی رود کر از این ناحیه می‌باشد.